# Mistrzostwa Świata w biegu na 100 km 1996
10. Mistrzostwa Świata w biegu na 100 km 1996 – zawody lekkoatletyczne, które odbyły się 4 maja 1996 w Moskwie, Rosja.

## Medaliści
|                         | 1. miejsce                                                                  | Rezultat | 2. miejsce                                                                          | Rezultat | 3. miejsce                                                               | Rezultat |
| Mężczyźni indywidualnie | Konstantin Santalov                                                         | 6:32:41  | Jarosław Janicki                                                                    | 6:35:40  | Aleksei Kruglov                                                          | 6:36:13  |
| Mężczyźni drużynowo     | Rosja 1. Konstantin Santalov · 2. Aleksei Kruglov · 3. Iurii Starikov       | 19:57:47 | Południowa Afryka 1. Livingstone Jabanga · 2. Russell Crawford · 3. Sarel Ackermann | 20:42:18 | Polska 1. Jarosław Janicki · 2. Ryszard Płochocki · 3. Damian Breguła    | 21:02:16 |
| Kobiety indywidualnie   | Valentina Shatiaeva                                                         | 7:33:10  | Linda Meadows                                                                       | 7:46:27  | Elena Sidorenkova                                                        | 7:48:25  |
| Kobiety drużynowo       | Rosja 1. Valentina Shatiaeva · 2. Elena Sidorenkova · 3. Valentina Liakhova | 23:14:49 | Niemcy 1. Jutta Philippin · 2. Anke Drescher · 3. Ricarda Botzon                    | 24:19:01 | Ukraina 1. Mariia Ostrovskaya · 2. Larysa Krokhmal · 3. Nina Mitrofanova | 25:54:10 |

## Reprezentacja Polski

### Mężczyźni
| Miejsce | Zawodnik          | Klub               | Rezultat |
| 2.      | Jarosław Janicki  | MKS Hermes Gryfino | 6:35:40  |
| 18.     | Ryszard Płochocki | TS Kalisz          | 7:08:37  |
| 24.     | Damian Breguła    | -                  | 7:17:59  |
| DNF.    | Andrzej Magier    | LKS Zorza Gdynia   | -        |